# Kostel svaté Markéty (Lamač)
Kostel svaté Markéty je kostel, který se nachází v bratislavské městské části Lamač.

## Historie
Byl postaven v letech 1947 až 1951 podle plánů architekta Milana Harminca. Architektonicky je podobný dalším kostelům z poválečného období, např. v obcích Terchová nebo Novoť na Oravě. Na průčelí je mozaikový obraz sv. Markéty uherské od akademického malíře Ernesta Zmetáka.
Postaven byl na místě staršího kostela ze 16. století, který velikostí již nevyhovoval potřebám farnosti.